# NGC 7572
NGC 7572 је лентикуларна галаксија у сазвежђу Пегаз која се налази на NGC листи објеката дубоког неба.
Деклинација објекта је + 18° 29' 0" а ректасцензија 23h 16m 50,3s. Привидна величина (магнитуда) објекта NGC 7572 износи 14,4 а фотографска магнитуда 15,3. NGC 7572 је још познат и под ознакама MCG 3-59-23, CGCG 454-21, PGC 70919.